# Jean Hotellier
Jean Phillipe Octave Hotellier, né le 4 décembre 1912 à Vesancy et mort le 22 décembre 1996 à Gex, est un pilote de chasse et As français de la Seconde Guerre mondiale, ayant combattu au sein du Groupe de Chasse GC I/4 lors de la Bataille de France en mai 1940.

## Biographie
Jean Hotellier, né en 1912 à Vesancy, est le fils de Joseph Hotellier et Joséphine Hughes. 
Il passe son brevet de pilote à l'école Caudron d’Ambérieu en 1932 puis en 1933 il s'engage dans l'Armée de l'air.
Du 10 au 26 mai 1940, il prend part à la Bataille de France et obtient six victoires homologuées (dont 4 en collaboration) au sein du Groupe de Chasse GC I/4 sur Curtiss H-75A. Il a notamment pour coéquipier Jules Joire et Louis Delfino. Le 26 mai 1940, lors de son dernier combat aérien, au cours duquel il abat un Messerschmitt Bf 109, il est grièvement brûlé au visage et aux mains puis est   capturé par les Allemands à son arrivée au sol près de Tortequesne. Il est évacué dans un centre de soins à Cambrai puis à l’hôpital Edouard-Herriot à Lyon. Jugé inapte au service par les médecins allemands, ils permettront son retour de captivité en 1941,,. 
Il reprend du service en février 1945 comme instructeur à Valence puis Meknes. Il est promu capitaine en 1949 et commande l'escadrille de liaisons aériennes 43 à Bordeaux de 1954 à 1959. En 1958, il est promu commandant et prend sa retraite en 1964.
Entre mars 1965 et octobre 1968, il est Maire de Vesancy.
Il décède à Gex en 1996 à l'âge de 84 ans et repose dans le cimetière de Vesancy.

## Palmarès et décorations

### Tableau de chasse
- 1940
  - 10 mai - 1 He 111 en coopération
  - 13 mai - 1 He 111 en coopération
  - 17 mai - 1 Me 109
  - 17 mai - 1 Me 109 en coopération
  - 22 mai - 1 Do 17 en coopération
  - 26 mai - 1 Me 109

Il est crédité de 6 victoires homologuées, dont 4 en coopération.

### Décorations
- Commandeur de la Légion d'honneur (30 juin 1960)
- Chevalier de la Légion d'honneur (24 juin 1940)
- Croix de guerre 1939–1945 avec 5 palmes :
  - 26 mai 1940[7]
  - 3 juin 1940 (2 citations)[8]
  - 24 juin 1940 (avec la Légion d'Honneur)[9]
  - 6 décembre 1941[10]